# Conon (rivière)
Pour les articles homonymes, voir Conon.
Le Conon est un cours d'eau de Loir-et-Cher dans la région Centre-Val de Loire et un affluent du Beuvron.
Il alimente les étangs du château de Cheverny.

## Géographie
Le Conon fait 22,8 km de longueur.

## Affluents
Le Conon a deux tronçons affluents. Son rang de Strahler est de trois.